# Diaptomus siciloides
Diaptomus siciloides är en kräftdjursart som beskrevs av Wilhelm Lilljeborg 1889. Diaptomus siciloides ingår i släktet Diaptomus och familjen Diaptomidae. Inga underarter finns listade i Catalogue of Life.